# Synchita fuliginosa
Synchita fuliginosa is een keversoort uit de familie somberkevers (Zopheridae). De wetenschappelijke naam van de soort werd in 1846 gepubliceerd door Frederick Ernst Melsheimer.